# Landon Deireragea
Landon Deireragea est un homme politique nauruan.
Il fit son entrée en politique nationale lorsqu'il fut élu député aux élections législatives d'avril 2008, représentant la circonscription d'Ewa/Anetan au Parlement. Il n'y a pas de partis politiques à Nauru ; Deireragea fut donc élu député sans étiquette.
Il fut réélu aux élections d'avril et de juin 2010,. Le 8 juillet, le Président du Parlement, Aloysius Amwano, fut démis de ses fonctions par le Président Marcus Stephen, pour avoir bloqué la tenue des élections présidentielles au Parlement, et Landon Deireragea le remplaça le lendemain. Le Parlement fut toutefois suspendu à la suite de cette crise, et le nouveau Président du Parlement n'exerça donc pas ses fonctions. Lorsque le Parlement siégea à nouveau, Ludwig Scotty fut élu Président du parlement, le 1er novembre.
Deireragea perdit son siège de député lors des législatives du 8 juin 2013.